# Gareth Jones (produttore discografico)
Gareth Jones (Warrington, 1954) è un produttore discografico britannico.

## Produzioni
| - John Foxx - Metamatic (1980) - Depeche Mode - Construction Time Again (1983) - Blaine L. Reininger - Night Air (1983) - Depeche Mode - Some Great Reward (1984) - Einstürzende Neubauten - Halber Mensch (1985) - Depeche Mode - Black Celebration (1986) - Einstürzende Neubauten - Fünf auf der nach oben offenen Richterskala (1987) - Wire - The Ideal Copy (1987) - Wire - A Bell Is a Cup... Until It Is Struck (1988) - Crime and the City Solution - The Bride Ship (1989) - Nick Cave and the Bad Seeds - The Good Son (1989) | - Erasure - Wild! (1989) - Erasure - Erasure (1995) - Depeche Mode - Ultra (1997) - Erasure - Cowboy (1997) - Indochine - Dancetaria (1999) - Depeche Mode - Exciter (2001) - Indochine - Paradize (2002) - Erasure - Other People's Songs (2003) - Mesh - We Collide (2006) - Erasure - Light at the End of the World (2007) - These New Puritans - Beat Pyramid (2008) - Grizzly Bear - "Veckatimest" (2009) - Isaac Junkie feat. Andy Bell - Limited edition (2014) |